# Schots-Gaelisch

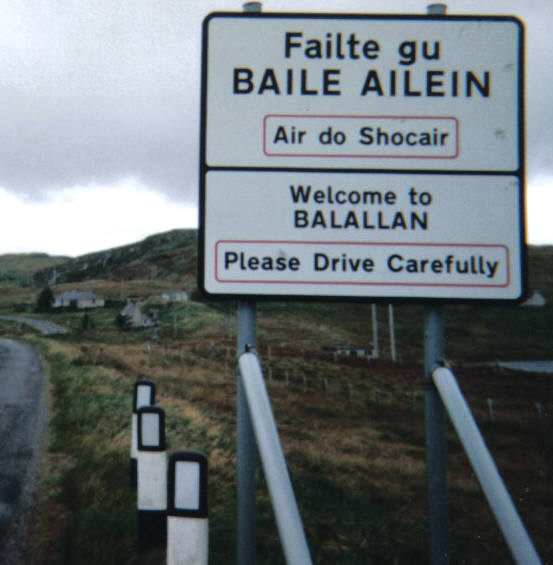
Tweetalig waarschuwingsbord op het eiland Leòdhas

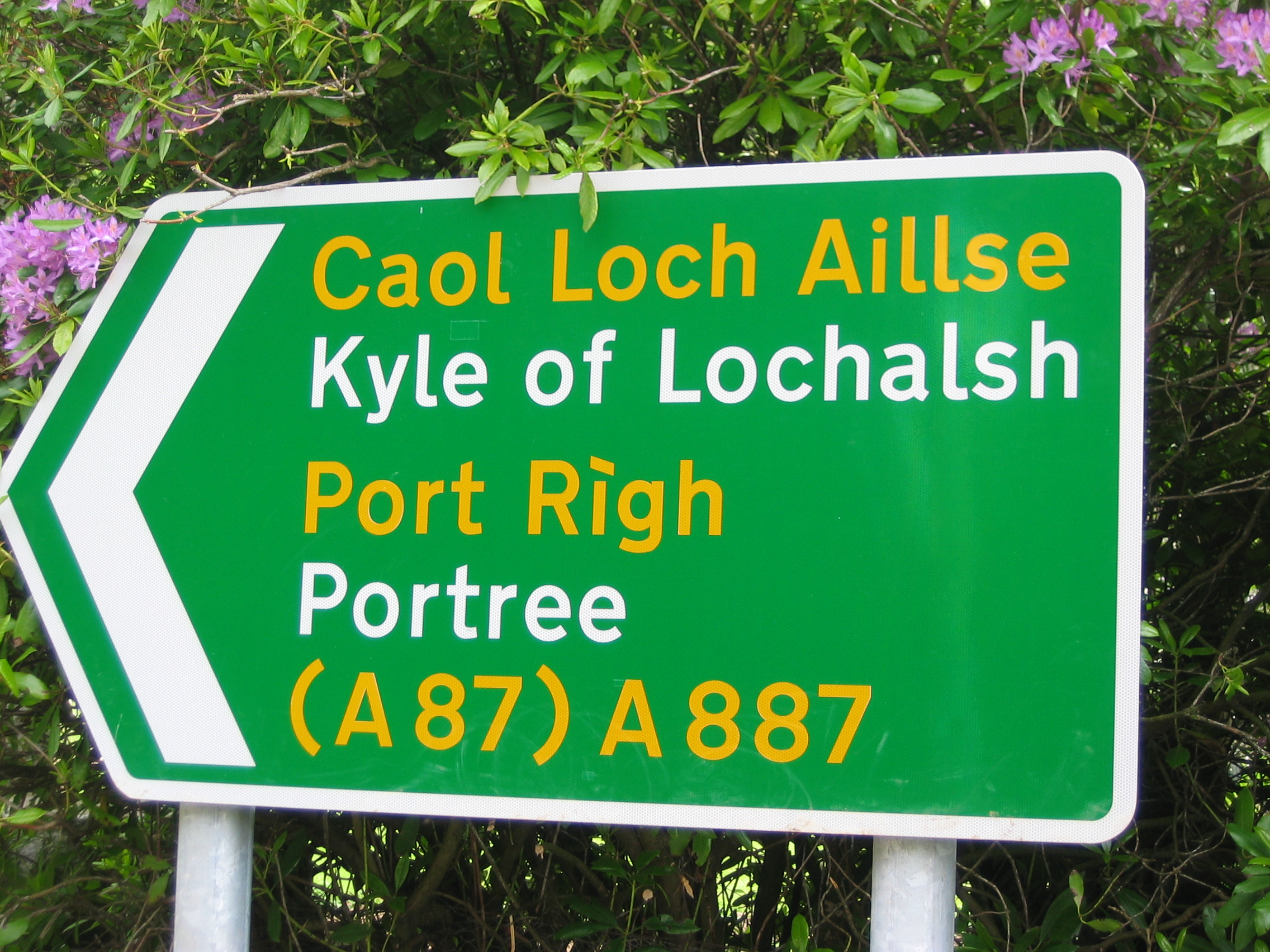
Tweetalige bewegwijzering op Schotse wegen

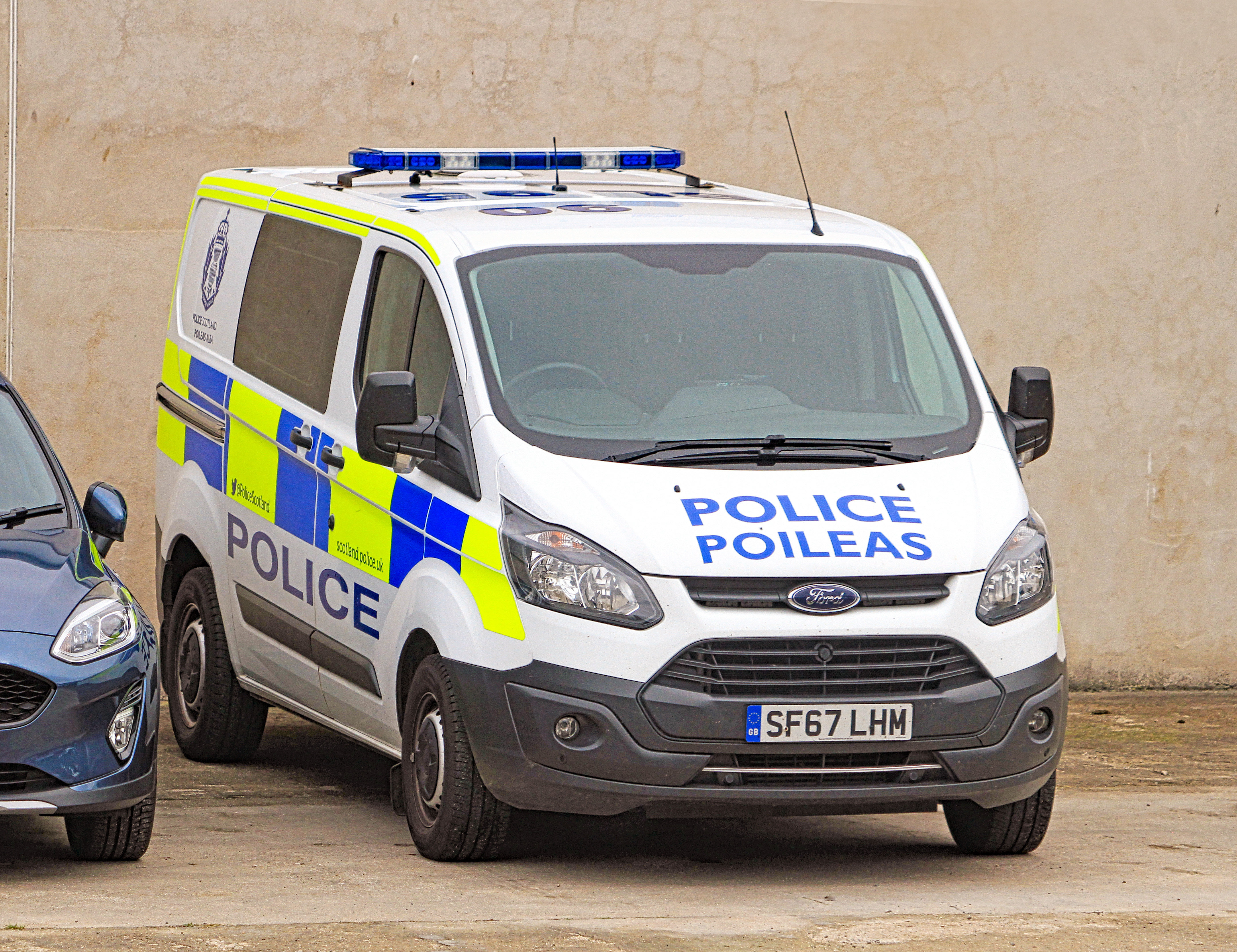
Schots-Gaelisch opschrift 'Poileas' op Schotse politievoertuigen

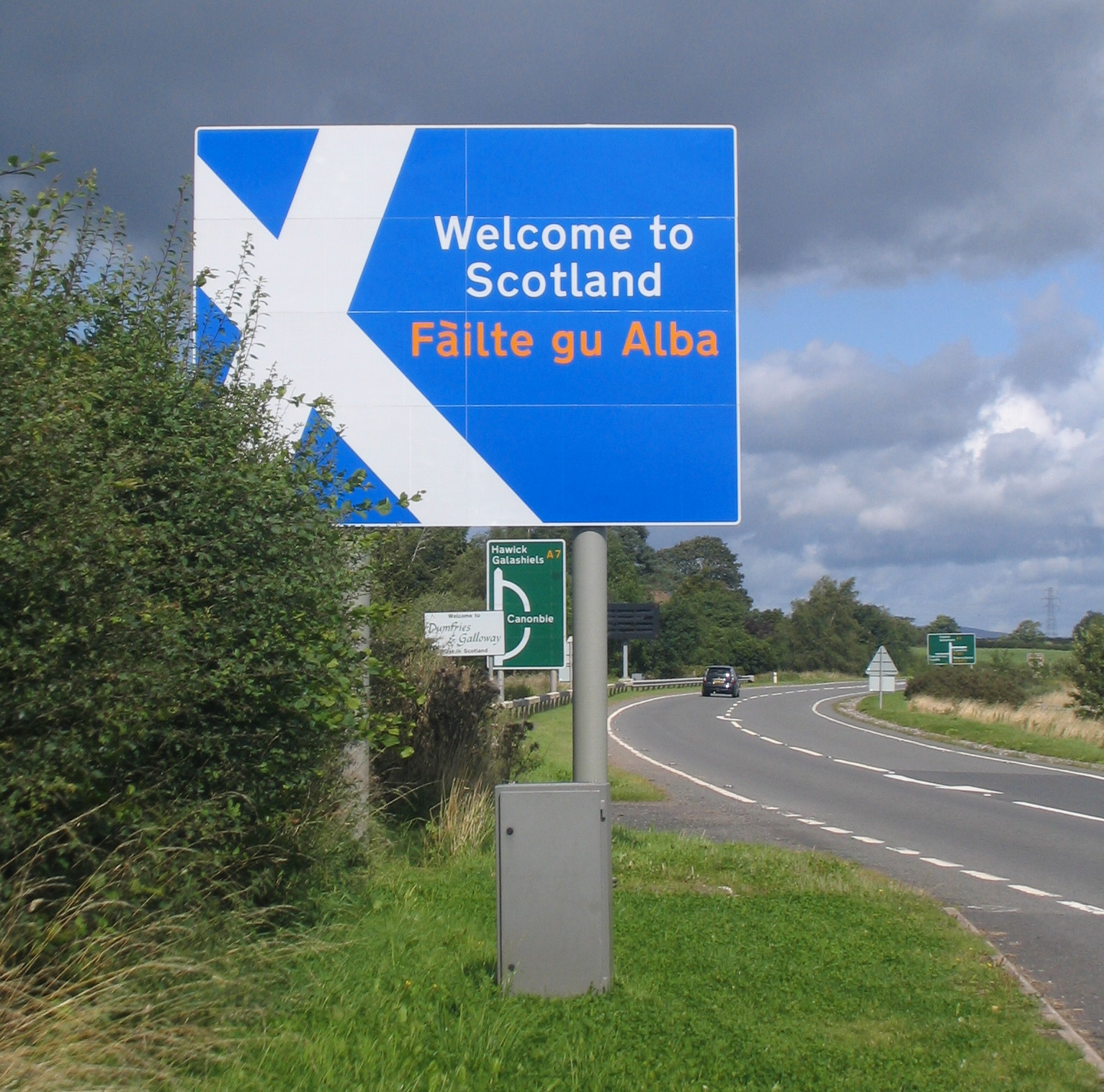
Schots-Gaelisch opschrift 'Fàilte gu Alba' aan de Schots-Engelse grens

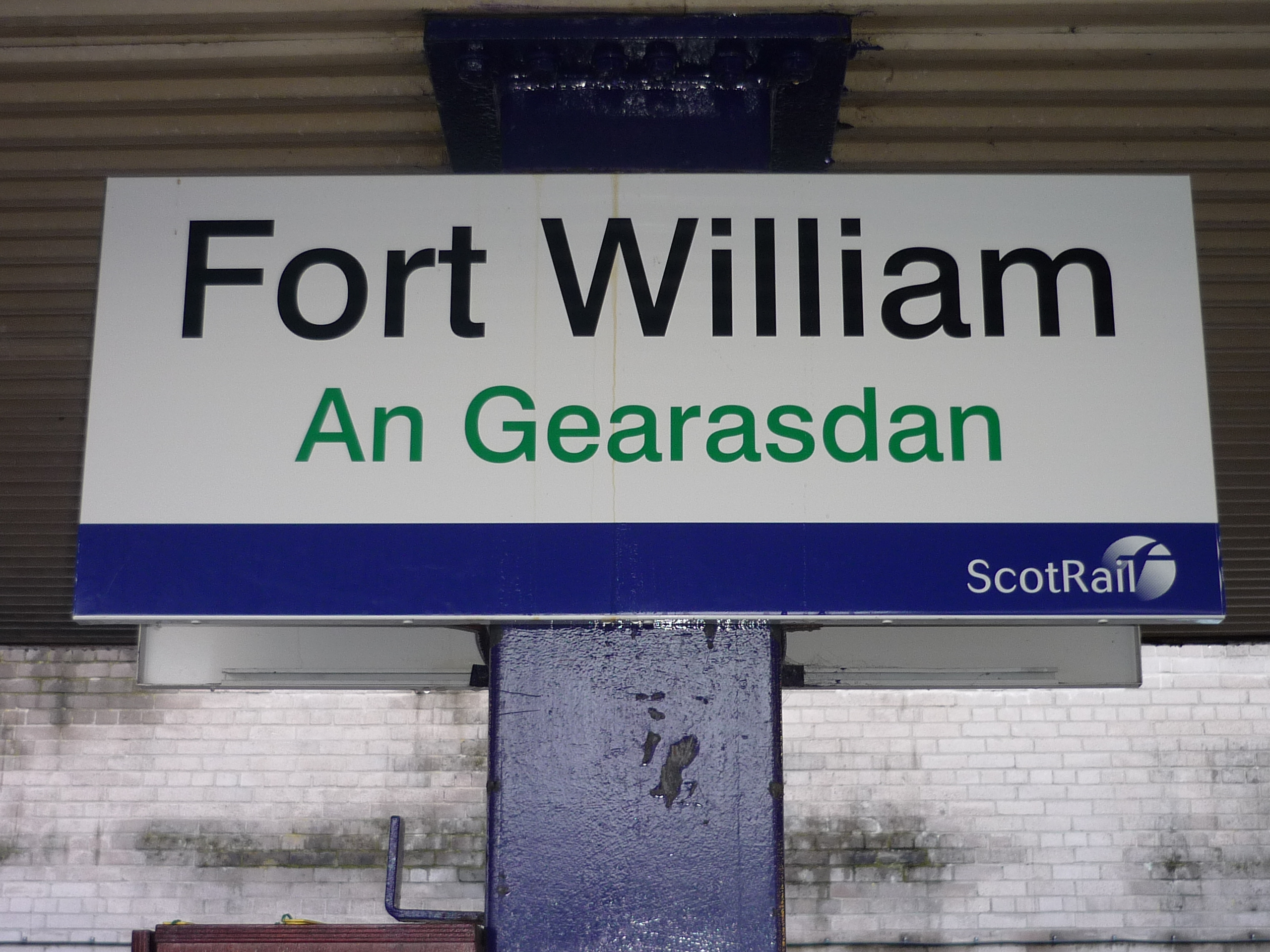
Tweetalige borden in Schotse stations

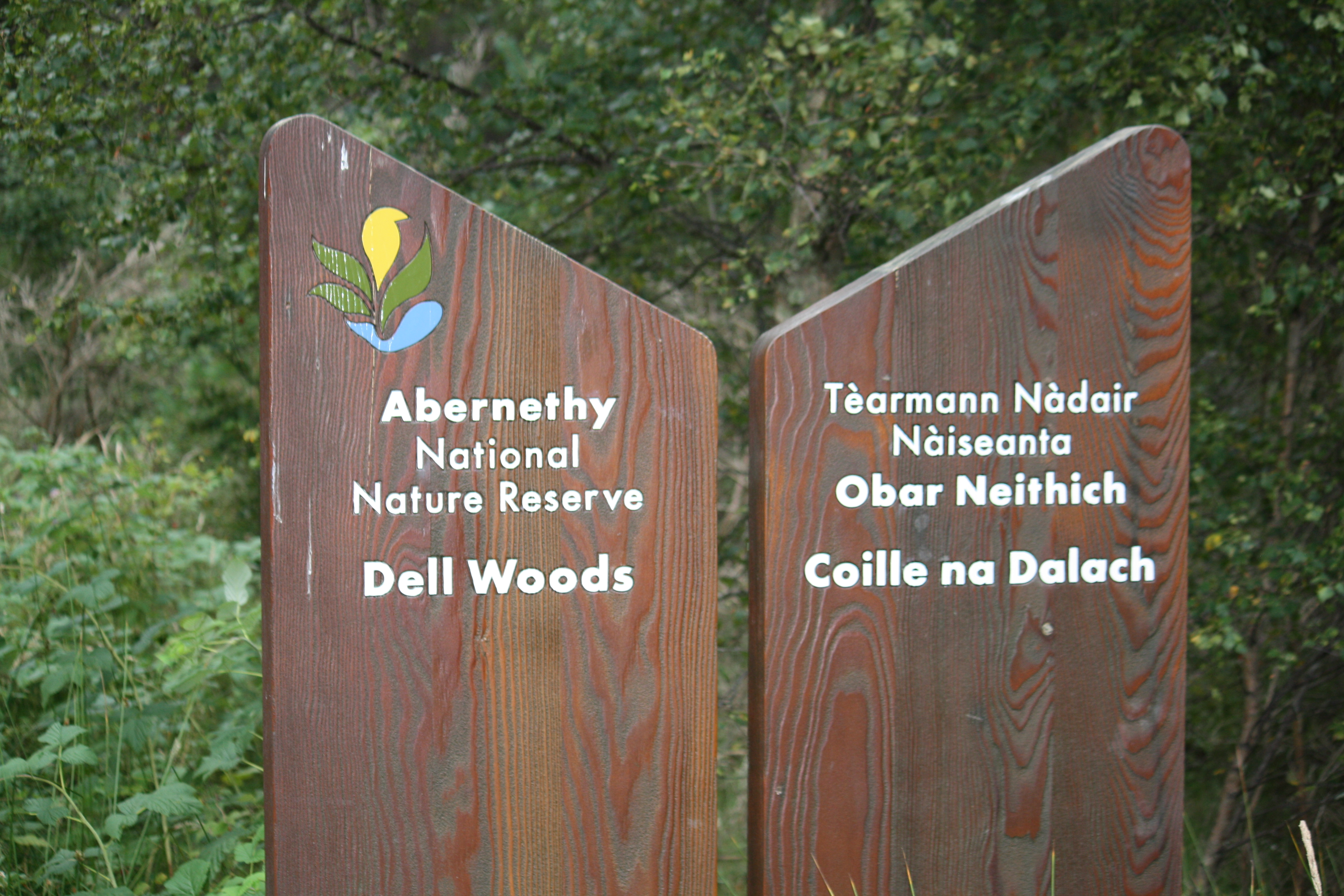
Tweetalig bord

Schots-Gaelisch of, in de taal zelf: Gàidhlig, is een Goidelische taal die wordt gesproken door de Gaels, een Keltische stam in de Schotse Hooglanden. De taal werd in 2011 nog slechts door zo’n 58.000 mensen beheerst.
De Goidelische taal was al eerder in de 3e eeuw vanuit Ierland naar Schotland gebracht en werd ook Highland-Gaelic genoemd, omdat het oosten en zuiden van Schotland, door de Angelsaksische invasies in de vroege Middeleeuwen, gekoloniseerd werden door met name de Angelen en ook de Schotten daar sindsdien de taal van de Angelen, later het Engels, gingen spreken. In de Hooglanden en op de eilanden bleef het Schots-Gaelisch de meest gebruikte taal.
De status van de taal ging achteruit na de unie van de Schotse en Engelse koninkrijken en definitief na de mislukte Jacobitische Rebellie in 1745. Na de slag bij Culloden in 1746 verloren de Schotse kroonpretendenten hun laatste rechten op de troon en werden hun aanhangers, met name de adel (clanhoofden) in de Hooglanden, ontrecht en werd hun grondbezit geconfisqueerd. De nieuwe Engelse wetten kenden geen gemeenschappelijk grondbezit zoals dat van de clans van de Hooglanders. Hun land kwam in handen van koningsgetrouwe en Engelse adel, die honderd jaar later besloot om de onrendabele kleinschalige en bodemintensieve landbouweconomie te saneren. Hongersnoden motiveerden een drastische ingreep met wat heette de 'clearing of the Highlands'. Tienduizenden Hooglanders werden vaak met politiegeweld uit hun huizen gezet, hun dorpen werden platgebrand om hun terugkeer onmogelijk te maken en zij werden als armlastigen gedeporteerd naar de Engelse kolonies, o.a. naar de Canadese provincie Nova Scotia.
In hun plaats kwamen uit de Lowlands - Engelstalige - schapenboeren met een bodemextensieve bedrijfsvoering. Per saldo was dit een ontvolking en een aantal 'glens' werden 'mensenleeg' gemaakt. Dit betekende in feite het elimineren van het gemeenschapsleven waarop de Schotse taal eeuwenlang had berust. In 1841 werden 45.738 eentalige sprekers van het Schots-Gaelisch geregistreerd. In 1911 waren er nog 18.400 eentaligen en in 1971 nog amper 477. Het aantal tweetaligen in dat laatste jaar werd op 49.000 vastgesteld.
Het gehele gebied van de Highlands (op de bijgevoegde kaart is dat het gebied met in 2011 > 2% sprekers van Schots-Gaelisch) van Inverness tot Dundee in het oosten en van Dundee tot Glasgow in het zuiden, was in 1891 nog steeds dominant, dat wil zeggen voor meer dan 50%, Schots-Gaelischtalig. In 1931 zijn alle landinwaarts gelegen Hooglandendistricten dominant Engelstalig geworden. Alleen de onmiddellijk aan de kust gelegen westelijke districten en de eilanden hebben dan nog een meerderheid aan Schots-Gaelischsprekers. In 2001 komen op het vasteland geen gebieden meer voor met meer dan 50% sprekers van de taal. Dat is dan alleen nog het geval op de Buiten-Hebriden ('na h-Eileanan an Iar') en op het eiland Skye. Het onbeschaafde imago van het Schots-Gaelisch is een stigma dat tot op heden bleef voortbestaan.
In 2020 werd uit onderzoek bekend dat nog slechts 11.000 personen het Gaelic daadwerkelijk gebruiken. Op de westelijke eilanden zakt het aantal sprekers naar verwachting in 2021 onder de 50%, waarmee de levensvatbaarheid van de taal in gevaar komt. De onderzoekers voorspellen dat zonder radicale maatregelen de taal binnen 10 jaar zal uitsterven.

## Kenmerken
Typisch is onder andere het ontbreken van het werkwoord “hebben”. In plaats daarvan wordt een prepositionele constructie gebruikt (bijvoorbeeld: Tha peann aig Màiri - Er is een pen bij Mary, Mary heeft een pen). Verder is er geen onbepaald lidwoord, maar wel een aantal bepaalde lidwoorden, dat naargelang van het geslacht en de naamval verbogen wordt. Er zijn geen woorden voor 'ja' of 'nee'. In plaats hiervan wordt een aparte constructie gebruikt (bijvoorbeeld: A bheil thu sgìth? Tha! - Ben je moe? Ik ben/Ja!) Het Schots-Gaelisch gebruikt het Latijnse alfabet, gereduceerd tot zeventien letters. De orthografie is weliswaar complex, maar ook consequent. Daarenboven kent Schots-Gaelisch slechts tien onregelmatige werkwoorden. De taal lijdt onder verengelsing; vele woorden worden uit het Engels overgenomen en op hun Schots-Gaelisch gespeld, zo b.v. 'baidhseagal' ('fiets'), 'telebhisean' ('televisie'), 'taidh' ('das'), 'càr' ('auto').
Het tot op heden beste woordenboek is het Faclair Gàidhlig gu Beurla le Dealbhan van de Engelsman Edward Dwelly, uit 1901.

## Grammatica
De taal kent twee geslachten, mannelijk en vrouwelijk, en vier naamvallen: nominatief, genitief, datief en vocatief. De datief komt alleen na sommige voorzetsels voor. De vocatief wordt algemeen gebruikt bij het aanspreken van personen. Zo praat men over "Seumas" [ʃeməs], maar wordt hij aangesproken als "A Sheumais" [a'hemɪʃ], en Mamaidh (mammie) wordt "A Mhamaidh" ("avamie").
Er zijn twee getallen, enkelvoud en meervoud, hoewel er na het telwoord da/dha (twee) sporen van een tweevoud te bespeuren zijn. Evenals andere moderne Keltische talen kent de taal mutatie van de beginmedeklinker van een woord, hoewel die mutatie in het Schots-Gaelisch voornamelijk beperkt is tot lenitie. Zo worden woorden na de bezittelijke voornaamwoorden mo (mijn) en do (jouw) gemuteerd door lenitie:
piuthar (zus) - mo phiuthar (mijn zus)
cas (been, voet) - do chas (je been)
| medeklinker | gemuteerd | uitspraak |
| ----------- | --------- | --------- |
| c           | ch        | [x]       |
| g           | gh        | [ɣ]       |
| s           | sh        | [h]       |
| t           | th        | [h]       |
| d           | dh        | [ɣ]       |
| p           | ph        | [f]       |
| b           | bh        | [v]       |
| m           | mh        | [v]       |
| f           | fh        | -         |

Werkwoorden staan in de regel vooraan; de woordvolgorde is VSO. Kenmerkend is ook dat werkwoorden aparte vormen hebben voor afhankelijk, onafhankelijk en relatief gebruik. In een ontkennende of vragende zin wordt de afhankelijke vorm gebruikt. Bijvoorbeeld bij het werkwoord zijn "bi" is de onafhankelijke vorm tha, maar de afhankelijke (bh)eil.
Tha e brèagha an-diugh. - Het is mooi weer vandaag
A bheil e brèagha an-diugh? - Is het mooi weer vandaag?
Chan eil! - (Nee), dat is het niet.
De tegenwoordige tijd maakt gebruik van het werkwoord 'zijn' plus het werkwoordelijke naamwoord voorafgegaan door het voorzetsel a(g).
Tha mi ag ionnsachadh Gàidhlig - Ik leer Gaelisch / Ik ben G. aan het leren
De verleden tijd vertoont gewoonlijk lenitie van de stam, die ook als gebiedende wijs (enkelvoud) gebruikt wordt
Seas! - Sta!
Tha mi a' seasamh - Ik sta op
Tha mi 'nam sheasamh - Ik sta
Sheas mi - ik stond
Seas is een statief werkwoord en kent daarom twee verschillende constructies met het werkwoordelijke naamwoord in de tegenwoordige tijd.

### Fonologie en orthografie
Kenmerkend voor het Schots-Gaelisch ten opzichte van het Iers is de pre-aspiratie; de hypothese ter verklaring van de herkomst hiervan wordt veelal in het contact met het IJslands gezocht. Het houdt in dat een plosief die wordt voorafgegaan door een vocaal een aanblazing vóór zich krijgt. Zo wordt 'acair' uitgesproken als /aχkir/, 'bàta' als /ba:htə/ en 'cupa' als /kohpə/. Daarenboven is er niet enkel Auslautverhärtung maar ook initial devoicing, waarbij stemhebbende occlusieven aan het begin van een woord stemloos worden en het verschil tussen /b/ en /p/, /g/ en /k/ en /t/ en /d/ wordt weggewerkt. Om die reden vinden Engelstaligen weleens dat Schots een zeer 'zachte' taal is. Een specifiek Schots-Gaelisch foneem is de klank die orthografisch als 'ao' wordt weergegeven en het midden houdt tussen /ø/ en /ə/; deze klank is een soort Nederlandse 'eu' waarbij men echter de lippen niet rondt. Andere karakteristieken zijn de vele nasalisaties en de zachte g, als 'dh' of 'gh' geschreven.

## Statuut

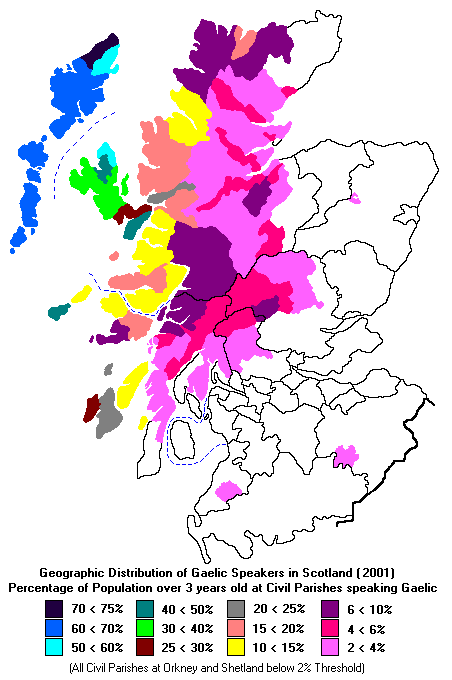
Verspreiding van het Schots-Gaelisch volgens de volkstelling van 2001

De Schots-Gaelische taal werd in april 2005, in het nieuwe parlement van Holyrood in Edinburgh, officieel als een van de talen van Schotland erkend. De Schotse overheidsdienst Bòrd na Gàidhlig houdt zich sinds 2005 bezig met de ondersteuning van het Schots-Gaelisch. Er is nu zelfs een radiozender in die taal, 'Radio nan Gaidheil', met hoofdzetel in Inverness, en op de scholen wordt ook Schots onderwezen, zij het dat er een groot gebrek aan leerkrachten is en de voorkeur van ouders, zelfs Gaels, vaak naar het Engels als onderwijstaal uitgaat. Op Skye ('An t-Eilean Sgitheanach') bevindt zich het Sabhal Mòr Ostaig, een hoger-onderwijsinstituut dat momenteel geïncorporeerd wordt in de nieuwe University of the Highlands and Islands en alle opleidingen volledig in het Gàidhlig aanbiedt. En ook zijn in Gaelisch gebied (en sommige andere gebieden) de wegwijzers tweetalig. (Al kan men zich, in het kader van Reversing Language Shift, afvragen of niet àlle wegwijzers, in heel Schotland, twee- of zelfs drietalig zouden moeten zijn.)
In het najaar van 2006 was er sprake van het oprichten van een Gaelisch televisiestation, een project waarvoor de Schotse regering £11,5 miljoen uitgetrokken had. Het duurde tot oktober 2008 vooraleer BBC Alba van start ging. De eerste secundaire school die volledig Gaelischtalig is, werd eveneens in 2006 opgericht in Glasgow/Glaschu. Feit is dat eventuele kinderen die, door deze school te bezoeken, overwegend Gaelischsprekend zouden worden, de eerste 'zuiver' Gaelische generatie sinds de jaren 1970 zou zijn.
Op 7 oktober 2009 erkende de Europese Unie het Schots-Gaelisch samen met het Welsh als een aanvaarde taal voor officiële correspondentie.
Vele projecten worden her en der opgericht om het Gaelisch te ondersteunen, hoofdzakelijk doordat dit geen politiek thema is: alle Schotse politieke partijen hebben herhaaldelijk hun sympathie jegens de 'reanimatiepogingen' uitgedrukt. Verschillende instellingen (Schotse overheidsdiensten, Schotse politie, ScotRail,...) hebben een 'Gaelic Language Plan' om de taal actief te ondersteunen.
De BBC heeft in de jaren 90 van de twintigste eeuw een serie taallessen verzorgd die op het internet te bekijken en beluisteren zijn.

## Perceptie
Er bestaat reeds sinds de Romantiek, onder impuls van schrijvers als Sir Walter Scott, een soort idealistische beweging die de 'authentieke Schotse taal' nieuw leven wil inblazen. Talloze 'Highland Societies', waaronder de Highland Society of London, voeren een bewuste campagne voor een terugkeer naar de oude Schotse cultuur, waarvan de taal uiteraard deel uitmaakt, al bevindt die zich niet steeds hoog op het prioriteitenlijstje. De vereniging 'Clì Gàidhlig', voorheen Comann an Luchd-Ionnsachaidh, bestaat uit zo'n duizend sympathisanten van wie de meerderheid uit eigen initiatief, en uit persoonlijke overtuiging, Schots-Gaelisch hebben aangeleerd; het is in wezen een lobby die aan kracht toeneemt en voor algemene tweetaligheid pleit.
Naast Schotland is er nog een kleine kolonie van Gaels in de Canadese provincie Nova Scotia (Alba Nuadh); het betreft evenwel niet meer dan 2.000 mensen.
De Gaelische taal kent een buitengewoon rijke orale cultuur, met duizenden liederen, de zogenaamde 'puirt-a'bheul'; het jaarlijkse zangfestival Mòd Naiseanta Rioghail trekt gewoonlijk massa's toeristen en houdt de belangstelling levendig — er zijn echter zware inspanningen nodig om deze taal voor uitsterven te behoeden, aldus een aantal rond de eeuwwisseling gepubliceerde rapporten.

## Voetnoten
1. ↑  (en) Census shows decline in Gaelic speakers 'slowed', BBC News, 26 september 2016
2. ↑  Bron: K. MacKinnon, Gaelic in Scotland 1971, Hatfield Polytechnic 1978
3. ↑  (en) Scots Gaelic could die out within a decade, study finds, The Guardian, 2 juli 2020
4. ↑  (en) How to say yes and no in Scottish Gaelic. Daily Gaelic (2 oktober 2017). Geraadpleegd op 3 juli 2024.
5. ↑  Speaking our language
6. ↑  Volledig programma op youtube